# Хаусвил (Пенсилванија)
Хаусвил (енгл. Houserville) насељено је место без административног статуса у америчкој савезној држави Пенсилванија.

## Демографија
По попису из 2010. године број становника је 1.814, што је 5 (0,3%) становника више него 2000. године.
| Група             | 2000.         | 2010.         |
| Белци             | 1.713 (94,7%) | 1.670 (92,1%) |
| Афроамериканци    | 30 (1,7%)     | 34 (1,9%)     |
| Азијати           | 37 (2,0%)     | 33 (1,8%)     |
| Хиспаноамериканци | 15 (0,8%)     | 27 (1,5%)     |
| Укупно            | 1.809         | 1.814         |